# Odincovskaja
Odincovskaja (in russo Одинцовская) è un villaggio (деревня) russo del šenkurskij rajon, nell'oblast' di Arcangelo. È centro amministrativo di uno degli undici comuni rurali del distretto di Šenkursk.